# The Satanist
 (octobre 2017).
Si vous disposez d'ouvrages ou d'articles de référence ou si vous connaissez des sites web de qualité traitant du thème abordé ici, merci de compléter l'article en donnant les références utiles à sa vérifiabilité et en les liant à la section « Notes et références ».
Albums de Behemoth
Evangelion
(2009) I Loved You at Your Darkest
(2018)
The Satanist est le dixième album studio du groupe polonais de blackened death metal Behemoth, sorti le 7 février 2014 sous le label Nuclear Blast.

## Composition du groupe
- Nergal (Adam Darski) : chant, guitare
- Orion (Tomasz Wróblewski) : guitare basse
- Inferno (Zbigniew Robert Promiński) : batterie, percussions

## Liste des titres
| N° | Titre                      | Paroles                     | Durée |
| -- | -------------------------- | --------------------------- | ----- |
| 1  | Blow Your Trumpets Gabriel | Nergal                      | 4:25  |
| 2  | Furor Divinus              | Nergal                      | 3:06  |
| 3  | Messe noire                | Nergal, Krzysztof Azarewicz | 4:04  |
| 4  | Ora Pro Nobis Lucifer      | Nergal, Krzysztof Azarewicz | 5:35  |
| 5  | Amen                       | Nergal                      | 3:49  |
| 6  | The Satanist               | Nergal                      | 5:33  |
| 7  | Ben Sahar                  | Nergal                      | 5:34  |
| 8  | In the Absence ov Light    | Nergal                      | 4:58  |
| 9  | O Father O Satan O Sun!    | Nergal, Krzysztof Azarewicz | 7:13  |